# 휘게

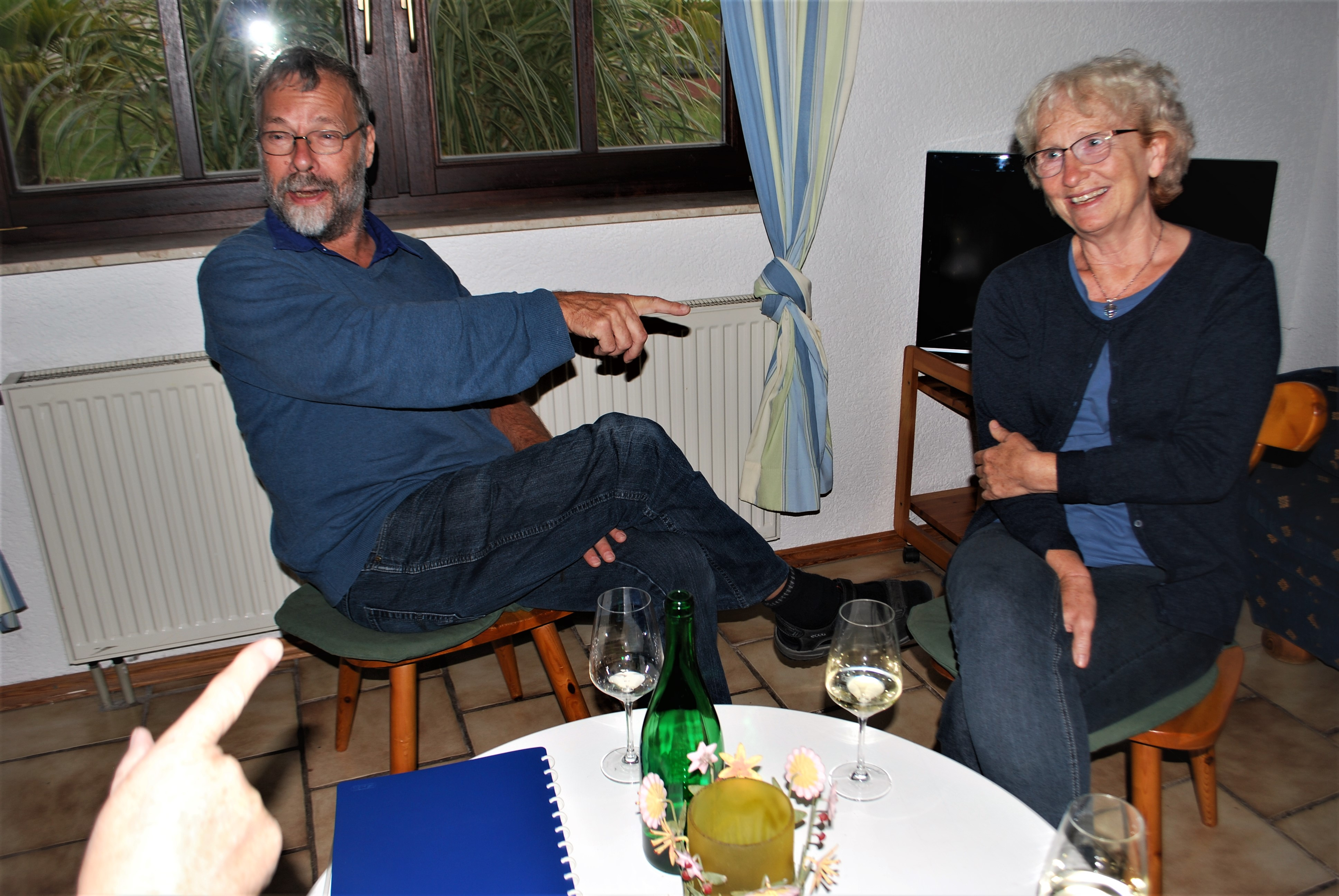
휘게

휘게(덴마크어·노르웨이어: hygge)는 편안함, 따뜻함, 아늑함, 안락함을 뜻하는 덴마크어, 노르웨이어 명사이다. 가족이나 친구와 함께 또는 혼자서 보내는 소박하고 여유로운 시간, 일상 속의 소소한 즐거움이나 안락한 환경에서 오는 행복을 뜻하는 단어로 사용된다. 예를 들어서 '율레휘게'(Julehygge)는 "크리스마스에서 오는 행복"을 뜻한다. 혹은 휘게라는 단어 자체가 '사랑하는 사람들과 함께하는 시간을 소중히 여기며 삶의 여유를 즐기는 라이프스타일'이라는 의미로 쓰이기도 한다.
2016년 영국의 콜린스 영어 사전(Collins English Dictionary)이 선정한 올해의 단어에서 휘게는 브렉시트(Brexit, 영국의 유럽 연합 탈퇴)에 이어 2위를 차지했다.

## 같이 보기
- 행복
- 안전
- 선종
- 단순한 삶